# 持明院基家
持明院 基家（じみょういん もといえ）は、平安時代後期から鎌倉時代初期にかけての公卿。大蔵卿・藤原通基の三男。官位は正二位・権中納言。持明院家3代当主。後堀河天皇の外祖父。

## 経歴
長承元年（1132年）、誕生。初名は通基。
父の通基より持仏堂の持明院（祖父の基頼が創建）を継承する。久安元年（1145年）11月、叙爵（従五位下）。能登守、美作守、左近衛中将などを歴任した後、承安2年（1172年）正月、従三位に叙された。更に治承三年の政変の後に右京大夫に任じられ、寿永元年（1182年）10月、参議に任ぜられる。平頼盛の娘を室とし、守貞親王の乳母人となってその養育に当たっていたが、寿永2年（1183年）に守貞親王が平家一門に伴われて都落ちした際には供奉せず都に留まる。同年木曾義仲のクーデターにより解官、義仲上京による政治的混乱を避けるため、舅の頼盛や甥の一条能保の後を追って関東に亡命した。
義仲が滅亡した後には再度都に戻り、妻と共に西海から戻った守貞親王に再び仕える。持明院を守貞親王の居所として提供し、また娘の陳子をその妃とした。文治6年（1190年）には正二位まで昇り、建仁元年（1201年）に出家して引退（法名は真智）。建保2年（1214年）2月26日、83歳で死去した。
承久3年（1221年）、承久の乱の後に仲恭天皇が廃位されると、陳子の生んだ茂仁王が後堀河天皇として践祚した。基家の子孫は羽林家の持明院家として発展した。

## 逸話
- 鎌倉時代の禅僧・道元の言葉を弟子の懐奘が記した『正法眼蔵随聞記』に下記の記述がある。
「示して云く、伝へ聞く、実否は知らざれども、故持明院の中納言入道、あるとき秘蔵の太刀を盗まれたりけるに、士ひの中に犯人ありけるを、余の士ひ沙汰し出してまひらせたりしに、入道の云へらく、此れは我が太刀にあらず、ひがごとなりとてかへされたり。決定その太刀なれども、士ひの恥辱を思ふてかへされたりと人皆な是を知りけれども、其の時は無為にしてすぎけり。故に子孫も繁昌せり。俗なを心ろある人はかくの如し。いはんや出家人、必ずしも此の心あるべし。出家人はもとより身に財宝なければ、智慧功徳を以てたからとす。他の無道心なるひがごとなんどを、直に面てにあらはして非におとすべからず、方便を以て彼れのはらたつまじき様に云ふべきなり。･･･」（出典：岩波文庫版　P.102～103）

- 基家の母である上西門院一条（源師隆の娘）は統子内親王（上西門院）の乳母を務め、妻である持明院宰相局（平頼盛の娘）は守貞親王（後高倉院）の乳母を務めた。後に統子内親王と守貞親王の間で猶子関係が結ばれ、親王妃に娘の持明院陳子（北白河院）が選ばれた背景には基家と彼を取り巻く人的つながりがあったと考えられている。また、息子の保家は甥である一条能保の養子となり、娘の一人は藤原実宗に嫁いで西園寺公経を生んだ。後に西園寺公経が一条能保の娘婿になったのも、基家との関係を抜きには出来ないとされている。更に別の息子である基宗も妻の成子が後堀河天皇の乳母に、娘の宗子は四条天皇の乳母となり、孫の別当典侍も後堀河天皇の寵愛を受けて後に女院となる2名の皇女（暉子内親王・体子内親王）を儲けた。こうした基家を中心とした人的なつながりは、彼の没後に後堀河天皇が即位すると、持明院家や縁戚の西園寺家などを有力な外戚として押し上げることになった[1]。

## 官歴
『公卿補任』による。
- 久安元年（1145年） 11月23日：叙爵（従五位下、天安2年氏爵未叙）
- 久安4年（1148年） 正月28日：能登守
- 久安7年（1151年） 正月2日：従五位上（行幸院、統子内親王）
- 久寿3年（1156年） 正月27日：美作守。7月8日：能登守
- 保元2年（1157年） 10月22日：正五位下（造北廓功）。10月29日：右兵衛督、守如元
- 保元4年（1159年） 4月6日：右近衛少将、守如元
- 永暦元年（1160年） 10月11日：従四位下（行幸院御給）
- 応保元年（1161年） 9月28日：解官
- 応保3年（1163年） 正月5日：従四位上（上西門院御給）
- 永万2年（1166年） 6月6日：左近衛少将（還任）
- 仁安2年（1167年） 正月5日：正四位下（上西門院御給）
- 嘉応2年（1170年） 7月27日：左近衛権中将
- 承安2年（1172年） 正月23日：従三位、去中将
- 安元2年（1176年） 3月6日：正三位（御賀行幸賞、上西門院御給）
- 治承3年（1179年） 11月19日：右京大夫
- 寿永元年（1182年） 3月8日：兼越前権守。10月3日：参議。10月7日：更任右京大夫
- 寿永2年（1183年） 正月22日：兼讃岐権守。11月28日：解却
- 元暦元年（1184年） 9月18日：還任
- 文治元年（1185年） 正月20日：兼伊予権守
- 文治3年（1187年） 11月14日：従二位（八幡賀茂行幸行事賞）
- 文治4年（1188年） 10月14日：権中納言
- 文治5年（1189年） 7月10日：辞所帯（以男保家申任右近衛権少将）
- 文治6年（1190年） 8月7日：正二位（七条院御入内次、臨時叙之）
- 建仁元年（1201年） 8月13日：出家（法名は真智）
- 建保2年（1214年） 2月26日：薨去

## 系譜
- 父：藤原通基
- 母：上西門院一条（源師隆の娘） - 待賢門院女房、上西門院乳母
- 妻：上西門院因幡（源長時の娘）[注釈 1]
  - 男子：持明院基宗（1155-1202）
- 妻：持明院宰相局（平頼盛の娘） - 後高倉院乳母[2]
  - 男子：持明院保家（1167-1210）
  - 女子：持明院陳子（北白河院）（1173-1238） - 後高倉院妃、後堀河天皇母
  - 女子：平資盛室[3]
  - 女子：藤原実宗室 - 西園寺公経母
- 妻：阿古 - 白拍子
  - 男子：園基氏（1211-1282） - 園家の祖
- 生母不明の子女
  - 男子：行雲（本名覚全）
  - 男子：俊玄
  - 女子：源兼忠室
  - 女子：惟明親王妾
- 養子
  - 男子：藤原基行（1180-1221） - 実父は藤原邦綱